# Lindesberg (Gemeinde)
Koordinaten: 59° 36′ N, 15° 14′ O

Lindesberg ist eine Gemeinde (schwedisch kommun) in der schwedischen Provinz Örebro län und der historischen Provinz Västmanland. Die Gemeinde liegt im Bergbaugebiet Bergslagen. Der Hauptort ist Lindesberg.

## Wirtschaft
Der größte Arbeitgeber ist die Gemeinde selbst. Weitere wichtige Arbeitgeber sind der Papierhersteller Korsnäs AB in Frövi sowie die Firmen Wedevåg Tools AB und Wedevåg Färg AB in Vedevåg. Beide Unternehmen haben ihre Wurzeln im 1538 gegründeten Wedevågs Bruks.